# Heterodonta
Heterodonta – duża i mocno zróżnicowana grupa małży (Bivalvia) obejmująca większość ze współcześnie żyjących oraz wiele wymarłych linii ewolucyjnych małży. Są to zwierzęta głównie morskie, z dobrze zaznaczoną listwą zamka z zębami głównymi i bocznymi, o znacznym zróżnicowaniu kształtów i osiąganych wymiarów (od 2 mm do ponad 1 m). 
Klasyfikacja biologiczna tej grupy, a zwłaszcza jej ranga taksonomiczna wielokrotnie ulegała zmianom. Tradycyjnie grupa ta zaliczana była do blaszkoskrzelnych (Eulamellibranchia) w randze podgromady,  nadrzędu lub rzędu i dzielona była na Myoida oraz Veneroida. Obecnie uznawana jest za klad bez rangi lub w randze podgromady małży obejmujący oprócz dotychczas zaliczanych do tej grupy taksonów również takie jak Anomalodesmata.
Współcześnie żyjące Heterodonta klasyfikowane są w wielu rodzinach grupowanych przez taksonomów w licznych kategoriach pośrednich (nadrodzinach, infrarzędach, rzędach, infragromadach lub podgromadach – gdzie Heterodonta jest kladem bez rangi taksonomicznej). Niżej wymieniono przykładowe: 
- Anomalodesmata
- Carditoida
- Lucinoida
- Myoida
- Veneroida